# Zibotentan
Zibotentan ist ein experimenteller Arzneistoff aus der Gruppe der selektiven Endothelinrezeptor-Antagonisten. Er wird vom britischen Pharmaunternehmen AstraZeneca unter anderem zur oralen Behandlung von Krebserkrankungen entwickelt.

## Wirkmechanismus
Zibotentan ist ein selektiver Endothelin-A-Rezeptor-Antagonist. Seine Plasmahalbwertszeit beträgt 8 Stunden und die Plasmaproteinbindung 73,8 %.

## Studien
Eine Studie zur Wirksamkeit bei hormonresistentem Prostatakrebs scheiterte 2010. Untersucht wird der Einsatz von Zibotentan, auch in Kombination mit Dapagliflozin, bei Patienten mit chronischer Niereninsuffizienz.